# Erinnerungszeichen für Verdienste um das Feuerlöschwesen (Danzig)

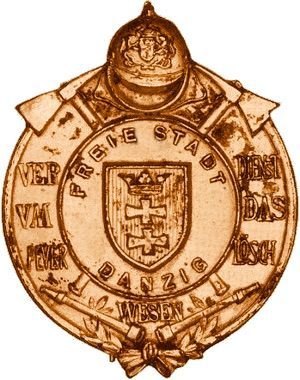
Erinnerungszeichen für Verdienste um das Feuerlöschwesen

Das Erinnerungszeichen für Verdienste um das Feuerlöschwesen wurde am 21. Oktober 1932 vom Senat der Freien Stadt Danzig gestiftet.
Es konnte an Personen nach 25 Jahren verdienstvoller Betätigung im Feuerlöschwesen in einer organisierten Feuerwehr der Stadt oder vor Ablauf dieser Zeit für hervorragende Leistungen im Interesse des Feuerlöschwesens verliehen werden.
Die Auszeichnung ist ein aus vergoldeter Bronze gefertigtes rundes Abzeichen. Es zeigt im Medaillon mittig das Wappen der Stadt mit der umlaufenden Inschrift FREIE STADT DANZIG. Das Medaillon ist von zwei gekreuzten Feuerwehrbeilen unterlegt und wird von einem Feuerwehrhelm überragt. Umlaufend die waagrechte Inschrift  VER DIENST UM DAS FEUER WEHR WESEN.
Getragen wurde die Dekoration als Steckabzeichen auf der linken Brust.